# Adalberto de Paula Barreto
Adalberto de Paula Barreto é um psiquiatra e professor brasileiro. Criou a terapia comunitária integrativa, uma metodologia de abordagem comunitária. Graduado em Medicina e lecionou na Universidade Federal do Ceará (1976), também cursou Filosofia na Pontifícia Universidade São Tomás de Aquino (1982) e Teologia na Universidade Católica de Lyon (1983). É Doutor em Psiquiatria e Antropologia pelas Universidades Rene Descartes (1982) e de Lyon (1985), respectivamente.
Desenvolveu uma metodologia terapêutica baseada em encontros entre membros da comunidade para o compartilhamento de experiências da própria vida entre si, sejam dificuldades ou estratégias de superação. O primeiro grupo foi implementado por Adalberto em 1987 no bairro Pirambu, na periferia de Fortaleza. Uma de suas bases é a construção de vínculos e relações de solidariedade entre os participantes para o apoio mútuo a partir das competências locais.

## Obras
- Manual do Terapeuta Comunitário (2003)
- Terapia Comunitária Passo a Passo (2005)
- Quando a Boca Cala os Órgãos Falam... Desvendando as Mensagens dos sintomas (2012)
- Cuidando do Cuidador Técnicas e Vivências para o Resgate da Autoestima (2017)